# Playa de los Saladares
La playa de los Saladares, del Saladar o de Urbanova es una playa situada en el extremo sur del municipio de Alicante (España), en el barrio de El Palmeral-Urbanova-Tabarca, junto a la zona residencial de Urbanova y el espacio natural protegido del saladar de Agua Amarga, que antiguamente fue un lugar de explotación salinera. 
Cuenta con una zona reservada para el nudismo al final del paseo marítimo, hasta el límite con el término municipal de Elche. A partir de Elche la playa continúa físicamente y recibe el nombre de Playa del Altet y, más adelante, en la zona urbanizada, Arenales del Sol, sita también en la partida ilicitana de El Altet, ubicada a un kilómetro y medio en dirección sudoeste.